# Віктор Голланц Лтд
Віктор Голанц Лтд (англ. Victor Gollancz  Ltd) — одне з найбільших видавництв Великій Британії. Було засновано в 1927 році Віктором Голланцом і спеціалізувалося на випуску високоякісної літератури, наукових і науково-популярних книг, а також наукової фантастики. Після смерті Голланца в 1967 році компанія перейшла до його дочки Лівії, яка продала її в 1989 році видавництву Houghton Mifflin. В 1992 році, Houghton Mifflin продали Gollancz видавничому дому Cassell & Co. У грудні 1998 року Orion Publishing Group придбала Cassell & Co і стала випускати свої книги з наукової фантастики і фентезі під ім'ям Gollancz.
У 2011 році Gollancz запустили портал наукової нантастики Gateway, де стали розміщувати книги у жанрі наукова фантастика в електронному вигляді, які були вже зняті з друку. Як було оголошено, мета порталу полягала в тому, щоб представити до 3000 найменувань книг до кінця 2012 року і 5000 (або більше) до 2014 року і об'єднатися з «Енциклопедією наукової фантастики».

## Походження як політичний дім
Голландц був прихильником соціалістичних рухів. Це відображено в деяких книгах, які він опублікував. Віктор Голландц запропонував Джоржу Орвеллу написати про міський робітничий клас на півночі Англії; результатом став The Road to Wigan Pier.
Перерва у співпраці з Орвелом настала тоді, коли Голланц відмовився оприлюднити твір Орвелла про громадянську війну в Іспанії, Данина Каталонії. Галланц опублікував The Red Army Moves Джефрі Кокса, у який критикувється радянський напад на Фінляндію. Він також опублікував роботи німецьких вигнанців, таких як Хільде Мейсель.
Голландц був оригінальним видавцем ряду авторів та їхніх книг, у тому числі:
- Джордж Орвелл, У злиднях Парижа і Лондона (1933)
- Альфред Джулс Еєр, Мова, правда і логіка (1936)
- Арчибальд Кронін, Цитадель (1937)
- Дафна дю Мор'є, Ребекка (1938)
- Кінгслі Еміс, Везунчик Джим (1953)
- Колін Генрі Вілсон, Сторонній (1956)
- Едвард Томпсон, Поява англійського робочого класу  (1963)
- Ентоні Прайс, Labyrinth Makers (1971)

## Перехід до фантастики
У 1998 році видавництво, після того як його було придбано Orion Publishing Group, переорієнтовано на випуск літератури у жанрах наукова фантастика та фентезі як Gollancz Science Fiction. Тоді ж почалося керування серією SF Masterworks, якою раніше опікувалася Orion Millennium.
- Джо Аберкромбі
- Джеймс Баллард
- Стівен Бекстер
- Грег Бір
- Джонатан Керрол
- Марк Чадборн
- Артур Кларк
- Майкл Коні
- Роберт Корм'є
- Пітер Делакорте
- Томас Діш
- Стівен Дональдсон
- Крістофер Еванс
- Джейн Фенн
- Меггі Фурі
- Мері Джентл
- Вільям Гібсон
- Джон Грімвуд
- Майкл Гаррісон
- Джо Гілл
- Роберт Холдсток
- Стівен Хант
- Гвінет Джоунс
- Грем Джойс
- Роджер Леві
- Джеймс Лавгроув
- Скотт Лінч
- Пол Макаулі
- Єн Макдональд
- Джордж Мартін
- Річард Морган
- Террі Пратчетт
- Крістофер Пріст
- Роберт Редік
- Аластер Рейнолдс
- Кіт Робертс
- Адам Робертс
- Патрік Ротфусс
- Джефф Раймен
- Роберт Соєр
- Боб Шоу
- Ден Сіммонс
- Елісон Сінклер
- Джон Сладек
- Брюс Стерлінг
- Єн Ватсон
- Джин Вулф
- Джо Аберкромбі